# Портрет Бертена
«Портрет Бертена» — картина художника Жана-Огюста Домініка Енгра (1780 — 1867), представника стилю академізм.

## Портрет Бертена
Портрет був створений у 1832 році. Щойно відбулась революція 1830-31 років.
Старий і хворобливий журналіст Луї-Франсуа Бертен (йому 66 років) сидить в кріслі на тлі неприємно порожнього приміщення. Він тяжко сперся на коліна, бо відчув задуху. Сиве волосся не прибране і розпатлане. Зазвичай моделі Енгра старанно укладали зачіску перед сеансом, аби бути привабливішими. Старому Бертену це ні до чого. Похмурий, цинічний погляд видає людину зневажливу, блюзнірську, скам'янілу від неприємностей, багато до чого байдужу. Позаду важко і неприємно прожите життя, розчарування в політиках, терор французької революції 1789 −1793 рр., шалені, розбещені насолоди та вкрай зруйноване здоров'я. Про втриманий добробут Бертена свідче дороге крісло і дорогий одяг, золотий кишеньковий годинник. Але розчарованому Бертену і це вже звично і байдуже.
Портрет Бертена дуже швидко став символічним. Далекоглядні сучасники називали цей портрет «Буддою буржуазії». Він згодом став предметом політичної сатири та карикатур.

### Провенанс
Після сметрі Бертена його портрет пензля Енгра успадкувала дочка Луїза Бертен. Вона заповідала портрет племінниці Марії. Своєю чергою племінниця Марії — Сесіль Бапст, що успадкувала портрет, продала його музею Лувр у 1897 році.

### Малюнки до портретної композиції

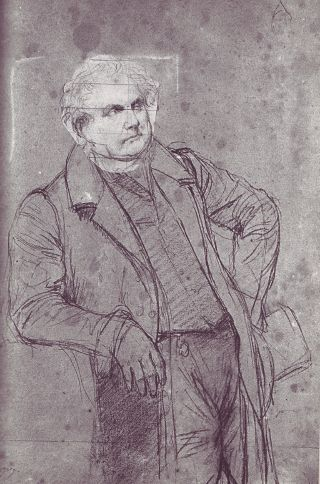
«Портрет Бертена старшого». Замальовка до фігури стоячи
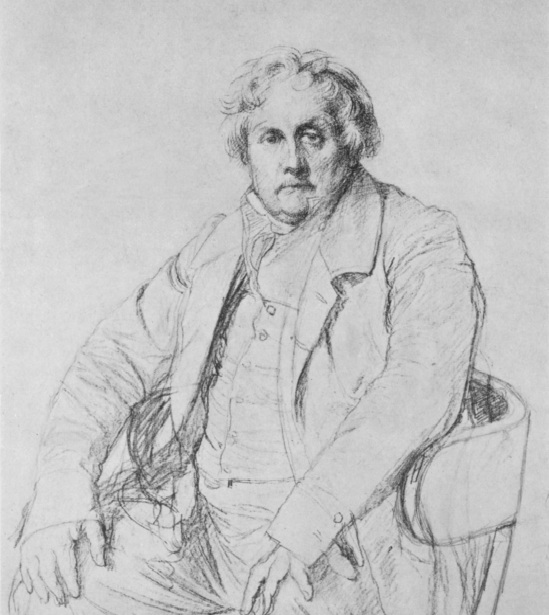
«Портрет Бертена старшого». Остаточно знайдена композиція, що увійшла у портрет олійними фарбами, 1832 р.